# Почтовая администрация ООН
Почтовая администрация Организации Объединённых Наций (англ. United Nations Postal Administration — UNPA) — почтовое ведомство ООН. Оно выпускает почтовые марки и цельные вещи с обозначением номинала в долларах для офиса ООН в Нью-Йорке, в швейцарских франках для офиса ООН в Женеве и в евро (ранее в шиллингах) для офиса ООН в Вене. Взимаемые почтовые тарифы идентичны тарифам государства, где расположен соответствующий офис ООН.

## Использование марок и ограничения
В каждом конкретном офисе ООН могут использоваться только марки ООН с номиналом в соответствующей валюте. Однако на практике большинство органов ООН использует франкировальные машины, а марки наиболее часто приобретают туристы и коллекционеры. Поскольку марки нельзя использовать вне стен офисов ООН, их можно приобретать оптом на вторичном рынке со скидкой по стоимости гораздо ниже номинала.
Как правило, почтовое отправление надо приносить в офис ООН и франкировать соответствующими марками ООН. Однако периодически, по договоренности с Почтовой службой США, Почтовая администрация ООН открывает временные почтовые отделения в других местах, обычно на филателистических выставках или на специальных мероприятиях.
Почтовое ведомство ООН также отвечает за сортировку и доставку почты в офисы, находящиеся в его ведении.

## История

### Первые марки и интерес коллекционеров
Идею о выпуске ООН марок подал в 1947 году Хосе Арсе (José Arce), посол Аргентины и президент Генеральной ассамблеи ООН, который сам был филателистом. (Лига Наций использовала марки Швейцарии с надпечаткой.) Почтовая администрация ООН была создана в результате заключения договора с США в 1951 году, вскоре после переезда ООН в штаб-квартиру в Манхэттене. До этого ООН пользовалась услугами почтового ведомства США.
Почтовая администрация ООН выпустила первые марки для нью-йоркского офиса в 1951 году, приурочив их к Международному дню ООН (24 октября 1951 года). Первые выпуски вызвали огромный интерес со стороны коллекционеров, многие ранние коммеморативные марки были проданы миллионными тиражами. Самым редко встречающимся филателистическим материалом этого периода, хотя, всё же, довольно доступным, является почтовый блок к 10-летию ООН (Sc #38), напечатанный тиражом 250 тыс. экземпляров с ошибкой (небольшое белое поле в правой ножке буквы «n» в слове «Unies») и позже исправленный и допечатанный вторым тиражом. В настоящее время рыночная стоимость блока даже второго тиража — $200—240.
К 1957 году коммеморативные марки ООН регулярно распродавались, хотя порой для этого требовалось несколько месяцев. Встретив такой успех, администрация увеличила тиражи с одного миллиона до пяти миллионов. На удивление, продажи резко возросли, при этом в 1970-е годы объемы реализации каждой коммеморативной марки оставались в пределах 1,5—3 млн экземпляров.
В 1967 году Почтовая администрация ООН эмитировала пять марок с номиналами в канадских долларах для использования в павильоне ООН на выставке «Экспо 1967» в Монреале. Они стали недействительными после закрытия выставки.
В 1968 году Почтовая администрация ООН заключила договор с почтовым ведомством Швейцарии и в следующем году начала выпуск почтовых марок с номиналами во франках для использования в женевском офисе. Договор 1979 года с Австрией привёл к эмиссии таких же марок для офиса в Вене. Официальное открытие Международного центра ООН в Вене состоялось 23 августа 1979 года, а на следующий день в обращение поступила первая стандартная серия из шести марок почтового отделения ООН в Вене. На двух из них изображено здание Центра.
В 1970-е годы наблюдался всплеск интереса к маркам ООН, достигший пика с почти мгновенной распродажей листов по 20 марок, выпущенных к 25-летию Почтовой администрации ООН: три из четырёх номиналов были полностью проданы в день выпуска, а четвёртый — в течение 2,5 месяцев. Аналогичный выпуск в 1979 году в честь Международного дня ребёнка был реализован в день выпуска. Эта история попала на первую страницу газеты «Нью-Йорк Таймс». В течение этого же десятилетия выходили марки и конверты первого дня ООН в поддержку освобождения Намибии

### Скандалы
Вскоре после этого интерес стал снижаться. Свою роль в этом, видимо, сыграли и скандалы, связанные с почтовыми эмиссиями ООН. Например, в 1981 году Почтовая администрация ООН посвятила свои почтовые марки неотъемлемым правам палестинского народа. Об этом выпуске критически отозвались «Таймс» и «Linn's Stamp News». Марка номиналом 15 центов стала первой маркой ООН после 1954 года, проданной в количестве менее 1 млн экземпляров, хотя было отпечатано больше. Общее снижение объёмов реализации марок ООН произраильски настроенная общественность увязывает с этой эмиссией.
К 1983 году гораздо больше марок было продано в количестве менее миллиона штук, хотя реализация венских марок оставалась высокой. В 1986 году сувенирный лист в честь Всемирной федерации организаций ООН стал первым выпуском, который был реализован в количестве менее 500 тыс. экземпляров, тогда как минимум именно такое количество было напечатано в истории Почтовой администрации ООН.
Недавний скандал касается приобретения одной организацией в 2003 году всего почтового архива Почтовой администрации ООН, включая оригиналы художественных произведений и пробные оттиски с гравюр. Очевидно, целью этой распродажи был сбор денег для Почтовой администрации ООН, и она могла принести ей около 2,5 млн долларов. Однако высказывались серьёзные обвинения в несоблюдении установленных процедур одобрения распродажи.
Также наблюдались факты перепродажи отдельных предметов по ценам, в несколько раз выше их первоначальной стоимости, что вызвало ещё больше вопросов обо всём этом деле. По состоянию на 2006 год, это дело оставалось предметом внутреннего расследования ООН.

## Попытки вернуть интерес со стороны коллекционеров
Стремясь увеличить продажи, Почтовая администрация ООН сочетает печатание марок меньшими тиражами, агрессивный маркетинг и привлечение известных художников к созданию рисунков марок. Тем не менее объёмы реализации марок так и не восстановились, сегодня марки издаются тиражами порядка 400 тыс. экземпляров и редко когда распродаются полностью.

## Персонифицированные марки
Почтовое ведомство ООН продолжает выпуск марок, включая так называемые «персонифицированные». Специально для посетителей здания штаб-квартиры ООН в Нью-Йорке выпускаются листы по 20 марок ООН, рядом с каждой маркой предусмотрены перфорированные купоны, на которых оставлено место для впечатывания фотографии посетителя. При этом коллекционеры, которые не могут посетить почтовое отделение в здании ООН в Нью-Йорке лично, имеют возможность приобрести такие листы марок по почте, но в этом случае вместо личной фотографии на купонах обычные изображения, связанные с тематикой ООН.

## Серия «Флаги»
В 1980—1989 годах Почтовая администрация ООН предприняла выпуск марок с изображением национальных флагов всех государств мира. При этом ежегодно выходило по 16 марок, которые представляли собой детальную, выверенную и точную репродукцию флагов. Первая из таких ежегодных серий с изображением национальных флагов государств-членов ООН была продана в 1980 году тиражом каждой отдельной марки почти 3,5 миллионов экземпляров. Через восемь лет, в 1997—1999 годах, серия была возобновлена дополнительными ежегодными выпусками по восемь марок для флагов стран, недавно присоединившихся к ООН. В 2007 году появились ещё четыре марки из этой серии. Всего серия включает, таким образом, 188 марок и является одной из самых больших в мире. Планируется дальнейшее пополнение этой серии марками для государств — новых членов ООН.
Кроме того, в 2006 году почтовое ведомство ООН начало выпускать серию «Флаги и монеты» (по 24 марки в год). На марках этой серии изображены государственные флаги и монеты стран мира.